# Pyrestes pyrrhus
Pyrestes pyrrhus är en skalbaggsart som beskrevs av Charles Joseph Gahan 1906. Pyrestes pyrrhus ingår i släktet Pyrestes och familjen långhorningar. Inga underarter finns listade i Catalogue of Life.